# Cielito lindo
Cielito lindo est une chanson écrite en 1882 par Quirino Mendoza y Cortés (es) (c. 1859–1957).

## Chanson

### Droits d'auteurs et interprètes
Les droits d'auteurs sont enregistrés à la Sociedad de Autores y Compositores de México (es).
La chanson qui figure au répertoire de quasiment tous les chanteurs populaires mexicains, dont Pedro Vargas et Luis Aguilar, a été reprise notamment par Van Dyke Parks et Veronica Valerio en 2021. Une version en anglais, Cielo Celeste, en a été chantée par Raffaele Balsamo.
C'est l'un des airs mexicains les plus connus à l'étranger[réf. nécessaire], souvent employé lors d'événements internationaux tels que la Coupe du monde de la FIFA[réf. nécessaire].

### Paroles
Parmi les 6 couplets, voici ceux chantés notamment dans la version de Roberto Alagna :
| Spanish | Traduction française |
| --- | --- |
| De la Sierra Morena, Cielito lindo, vienen bajando, Un par de ojitos negros, Cielito lindo, de contrabando. Estribillo ¡Ay ! ¡ Ay! ¡Ay ! ¡ Ay! Canta y no llores, Porque cantando se alegran, Cielito lindo, los corazones. Ese lunar que tienes, Cielito lindo, junto a la boca, No se lo des a nadie, Cielito lindo, que a mí me toca. (Estribillo) | De la Sierra Morena, Mon petit amour, descendent vers moi, Une paire d'yeux noirs, Mon petit amour, de contrebande. Refrain Aïe ! aïe ! aïe ! aïe ! Chante et ne pleure pas, Parce qu'en chantant, se réjouissent Mon petit amour, nos deux cœurs. Ce grain de beauté que tu as, Mon petit amour, près de ta bouche, Ne le donne à personne, Mon petit amour, il est pour moi. (Refrain) |